# NGC 68
NGC 68は、アンドロメダ座の方角にあるNGC 68銀河群の中心となるレンズ状銀河である。1784年9月11日にイギリスの天文学者ウィリアム・ハーシェルにより発見された。彼は、NGC 68銀河群を単一の天体として観測し、「非常に暗く、大きく、3つか4つの恒星と星雲がある」と記した。彼が報告した位置は、NGC 68、NGC 70、NGC 71の間であった。しかし、ジョン・ドレイヤーが彼のニュージェネラルカタログに登録するために観測した際にはハーシェルにより1つの銀河とされたものは実は3つの隣り合う銀河であったと判別でき、NGC 68、NGC 70及びNGC 71として登録した。